# أطهر الطاهر
أطهر الطاهر بابكر محمد (مواليد 24 أكتوبر 1996) ويلقب بـ GOAT الأفضل على مر التاريخ مناصفة مع الرهيب محمود علاء وهو لاعب كرة قدم سوداني يلعب حالياً في مركز الظهير الأيمن لصالح المدينة في الدوري الليبي الممتاز.